# Principal
Principal fou un mitjà de comunicació en línia gratuït fundat l'octubre de 2022 i tancat el 2023, que publicà continguts en català i castellà. Formà part del grup de 8tv i el seu director inicial fou Saül Gordillo. El projecte incorporà dos verticals independents, un sobre esports i un altre sobre televisió i informació del cor, i compartí col·laboradors amb el seu projecte matriu de 8tv.

## Història
Després de dirigir Catalunya Ràdio, l'estiu de 2022 Saül Gordillo s'incorporà com a director d'estratègia a 8tv, mitjà en mans del grup de comunicació de l'empresari Nicola Pedrazzoli, qui li proposa fer un nou digital. Per fer-ho, el projecte s'inspirà en la plataforma estatunidenca Axios, amb continguts conceptualitzats per ser consumits des de dispositius mòbils, i prengué el seu nom del Principal dels edificis modernistes de l'Eixample de Barcelona. Finalment, el mitjà naixé l'octubre del 2022, en el marc del 5è aniversari del referèndum sobre la independència de Catalunya.